# Tiberius Hemsterhuis
Tiberius Hemsterhuis (Groninga, 9 gennaio 1685 – Leida, 7 aprile 1766) è stato un filologo e critico letterario olandese.

## Biografia
Tiberius Emsterhuis nacque a Groninga il 9 gennaio 1685. Suo padre era un medico colto, che gli fornì fin da subito una buona educazione che egli mi mise a frutto con precocità, tanto da iscriversi all'università della sua città natale all'età di quindici anni, dimostrandosi il miglior studente di matematica. Dopo un anno o due a Groninga, si spostò all'Università di Leida, attratto dalla fama di Perizonio. In questa università gli fu anche assegnato il compito di sistemare i manoscritti nella biblioteca. In seguito, sebbene avesse accettato l'incarico di professore di matematica e filosofia ad Amsterdam all'età di vent'anni, aveva già rivolto la sua attenzione allo studio delle lingue antiche.
Nel 1717, Hemsterhuis fu nominato professore di greco all'Università di Franeker per sostituire Lambert Bos, ma non entrò in servizio fino al 1720. Nel 1738 divenne anche professore di storia nazionale. Due anni dopo fu chiamato a insegnare le stesse materie a Leida, dove morì il 7 aprile 1766.
Fu il padre di Frans Hemsterhuis.

## Opere
Nel 1706 completò l'edizione dell'Onomasticon di Julius Pollux, iniziata da Jean-Henri Lederlin (1672-1737), ma gli elogi che ricevette dai suoi connazionali furono più che controbilanciati da due lettere di critica di Bentley, che lo mortificarono così profondamente che per due mesi si rifiutò di aprire un libro greco. Hemsterhuis fu il fondatore di una scuola di critica olandese che ebbe discepoli in Lodewijk Caspar Valckenaer, Jacob van Lennep e David Ruhnken.
I suoi scritti principali furono:
- Luciani colloquia et Timon (1708)
- Aristophanis Plutus (1744)
- Notae, ecc., ad Xenophontem Ephesium nella Miscellanea critica di Amsterdam, voll. iii. e iv.
- Observationes ad Chrysostomi homilias (1784)
- Orationes(1784)
- una traduzione latina degli Uccelli di Aristofane, nell'edizione di Kuster
- note al Tommaso Magister di John Barnard, all'Esichio di Alessandria di Alberti, al Callimaco di Johann August Ernesti e al Properzio di Pieter Burmann il Giovane.